# Liste der Bodendenkmäler in Pfaffenhofen an der Glonn
Auf dieser Seite sind die Bodendenkmäler in der oberbayerischen Gemeinde Pfaffenhofen an der Glonn zusammengestellt. Diese Tabelle ist eine Teilliste der Liste der Bodendenkmäler in Bayern. Grundlage ist die Bayerische Denkmalliste, die auf Basis des Bayerischen Denkmalschutzgesetzes vom 1. Oktober 1973 erstmals erstellt wurde und seither durch das Bayerische Landesamt für Denkmalpflege geführt wird. Die folgenden Angaben ersetzen nicht die rechtsverbindliche Auskunft der Denkmalschutzbehörde.

## Bodendenkmäler der Gemeinde Pfaffenhofen an der Glonn

### Bodendenkmäler in der Gemarkung Pfaffenhofen a.d.Glonn
| Lage                              | Objekt | Akten-Nr.     | Bild |
| --------------------------------- | --- | ------------- | ---- |
| Pfaffenhofen a.d.Glonn (Standort) | Untertägige mittelalterliche und frühneuzeitliche Befunde und Funde im Bereich der Katholischen Pfarrkirche St. Michael in Pfaffenhofen a.d. Glonn und ihrer Vorgängerbauten. | D-1-7732-0151 |      |
| Pfaffenhofen a.d.Glonn (Standort) | Untertägige mittelalterliche und frühneuzeitliche Befunde im Bereich des ehemaligen Schlosses in Pfaffenhofen a.d. Glonn.                                                     | D-1-7732-0153 |      |
| Pfaffenhofen a.d.Glonn (Standort) | Untertägige mittelalterliche und frühneuzeitliche Befunde und Funde im Bereich der Katholischen Pfarrkirche St. Stephan in Egenburg und ihrer Vorgängerbauten.                | D-1-7732-0154 |      |
| Pfaffenhofen a.d.Glonn (Standort) | Burgstall des hohen und späten Mittelalters (Egenburg). | D-1-7732-0156 |      |

### Bodendenkmäler in der Gemarkung Unterumbach
| Lage                   | Objekt | Akten-Nr.     | Bild |
| ---------------------- | --- | ------------- | ---- |
| Unterumbach (Standort) | Untertägige mittelalterliche und frühneuzeitliche Befunde und Funde im Bereich der Katholischen Filialkirche St. Ulrich in Oberumbach und ihres Vorgängerbaus.    | D-1-7632-0003 |      |
| Unterumbach (Standort) | Untertägige mittelalterliche und frühneuzeitliche Befunde und Funde im Bereich der katholischen Filialkirche St. Martin in Unterumbach und ihrer Vorgängerbauten. | D-1-7632-0005 |      |

### Bodendenkmäler in der Gemarkung Weitenried
| Lage                  | Objekt                                                                                          | Akten-Nr.     | Bild |
| --------------------- | ----------------------------------------------------------------------------------------------- | ------------- | ---- |
| Weitenried (Standort) | Grabhügel vorgeschichtlicher Zeitstellung.                                                      | D-1-7732-0028 |      |
| Weitenried (Standort) | Villa rustica der römischen Kaiserzeit.                                                         | D-1-7732-0030 |      |
| Weitenried (Standort) | Verebnete Grabhügel vorgeschichtlicher Zeitstellung.                                            | D-1-7732-0043 |      |
| Weitenried (Standort) | Untertägige frühneuzeitliche Befunde im Bereich der Kapelle der Heiligen Familie in Weitenried. | D-1-7732-0160 |      |
| Weitenried (Standort) | Grabhügel vorgeschichtlicher Zeitstellung.                                                      | D-1-7732-0162 |      |